# Whitehall (Ohio)
Whitehall – miasto w Stanach Zjednoczonych, w stanie Ohio.
Liczba mieszkańców w 2000 roku wynosiła 19 233.